# Jan Smit (verzetsman)
Johannes Jacobus Smit (Middelburg, 1 oktober 1910 - Waalsdorpervlakte, 13 maart 1941) was een Nederlandse verzetsstrijder tijdens de Tweede Wereldoorlog.
Jan Smit, voor familie Jo Smit, was monteur op de werf van Wilton-Fijenoord. Hij sloot zich aan bij de Geuzengroep rond Bernardus IJzerdraat en verrichtte diverse verzetsactiviteiten maar werd al spoedig door de Duitsers op 20 november 1940 gearresteerd. Daarna zat vast in het Huis van Bewaring in Scheveningen ('Oranjehotel'), werd ter dood veroordeeld in het zogenaamde Geuzenproces en werd gefusilleerd op de Waalsdorpervlakte.

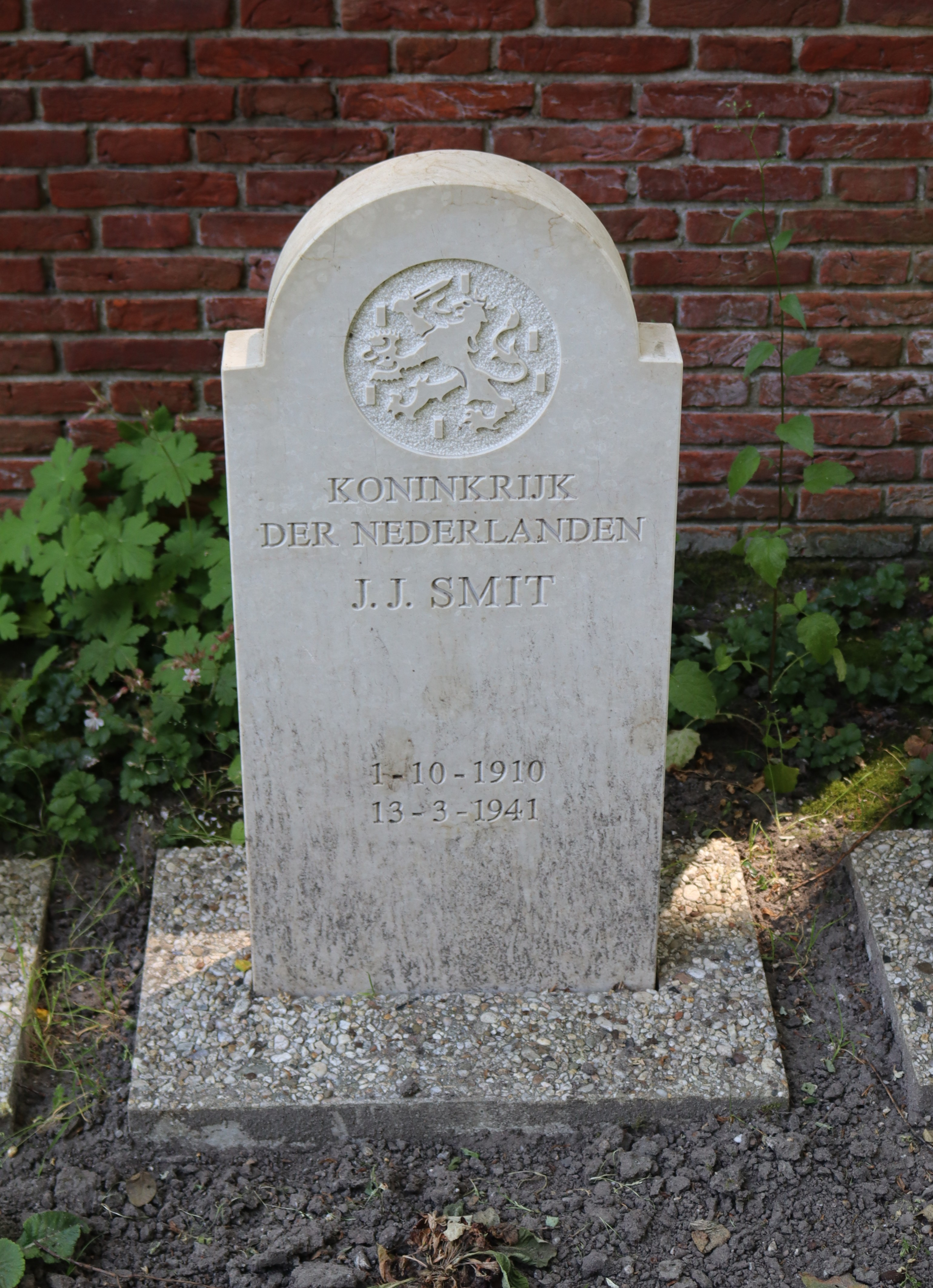
Graf van Smit op Begraafplaats Emaus

Jo Smit is een van de achttien uit het gedicht Het lied der achttien dooden van Jan Campert. Na de oorlog is hij herbegraven in een oorlogsgraf op de begraafplaats Emaus te Vlaardingen.
In Schiedam en Amsterdam zijn straten naar hem vernoemd.